# فریدریش پائولوس
فریدریش ویلهلم ارنست پائولوس (به آلمانی: Friedrich Wilhelm Ernst Paulus) (۲۳ سپتامبر ۱۸۹۰ – ۱ فوریه ۱۹۵۷) نظامی بلندپایه و فیلدمارشال آلمانی در دوره رایش سوم بود که در جریان اوایل جنگ جهانی دوم غالباً در جایگاه‌های ستادی خدمت کرد.
پائولوس عموماً برای فرماندهی ارتش ششم در نبرد استالینگراد شناخته می‌شود. نیروهای او در پی عملیات اورانوس توسط ارتش سرخ در داخل این شهر به محاصره افتادند. تلاش فیلدمارشال اریش فن مانشتاین، فرمانده ارتش چهارم زرهی بدون همکاری نیروهای پائولوس، برای شکست محاصره از بیرون به جایی نرسید. در پی اتمام ذخایر سوخت، غذا و مهمات، پائولوس برخلاف دستور صریح هیتلر مبنی بر ادامه نبرد، خود و بیش از ۱۰۰ هزار نفر دیگر را تسلیم دشمن کرد. هیتلر، یک روز پیش از تسلیم ارتش ششم، پائولوس را به درجه فیلدمارشالی ترفیع داده بود تا او را تشویق به ادامه مبارزه یا خودکشی کند. با توجه به درجه بالا، در اسارت با پائولوس با احترام بیشتری برخورد شد. پائولوس بعدها به یک منتقد حاکمیت ناسیونال سوسیالیست بدل شد و به جنبشی موسوم به «کمیته ملی برای یک آلمان آزاد» که از طرف شوروی پشتیبانی می‌شد، پیوست. او سال ۱۹۵۳ به آلمان شرقی بازگشت و ۴ سال بعد در درسدن درگذشت.

## سال‌های اولیه
فریدریش پائولوس روز ۲۳ سپتامبر سال ۱۸۹۰ در روستای برایتناو در منطقه هسن-ناسائو زاده شد. پدرش حساب‌دار مدرسه بود. بدون بهره‌گیری از جایگاه اجتماعی خاصی در بسیاری موارد به اشتباه «فون پائولوس» نامیده شده‌است. دوران مدرسه را به خوبی در کاسل گذراند و قصد ورود به نیروی دریایی امپراتوری آلمان به عنوان افسر دانشجو را داشت که با آن موافقت نشد. مدتی به تحصیل در رشته حقوق در دانشگاه ماربورگ پرداخت. روز ۱۸ فوریه سال ۱۹۱۰، در جریان گسترش نیروهای مسلح، به عنوان افسر دانشجو به نیروی زمینی امپراتوری آلمان پیوست در هنگ ۱۱۱ پیاده‌نظام (۳ بادن) مارک‌گراف لودویک ویلهلم در راشتات قرار گرفت. روز ۱۸ اکتبر سال ۱۹۱۱ با درجه ستوان دوم به سلک افسران درآمد.

## جنگ جهانی اول
با آغاز جنگ جهانی اول در سال ۱۹۱۴ در جبهه غربی حضور پیدا کرد و آجودان گردان ۳ هنگ بود. ماه نوامبر با ابتلا به بیماری خط مقدم را ترک کرد. سپس به ستاد هنگ ۲ ییگر در آلپن‌کور فرستاده شد. در تنها تجربه فرماندهی میدانی در این جنگ، مدت کوتاهی برای هفت هفته در سال ۱۹۱۶ یک گردان مسلسل را در بخش نسبتاً غیرفعال از جبهه روسیه هدایت کرد. سال ۱۹۱۷ به ستاد آلپن‌کور رفت. این یگان در رومانی، مقدونیه، نبردهای وردن و سُم عمل نمود. در طول جنگ نشان‌های درجه ۲ و ۱ صلیب آهنین به او اعطا شد. هنگام پایان جنگ درجه سروان داشت.

## دوران میان‌دوجنگ
پائولوس پس از جنگ در تشکیل نیروی داوطلب شبه‌نظامی مرزبانی شرقی فرای‌کور مشارکت داد و احتمالاً در قالب آن سال ۱۹۱۹ با دست‌اندازی لهستانی‌ها به خاک آلمان جنگید. در رایشسور، نیروهای مسلح تقلیل‌یافته آلمان، باقی ماند و ابتدا فرمانده یک گروهان امنیت (۱۹۲۰–۱۹۱۹) و سپس آجودان هنگ ۱۴ پیاده‌نظام در کونستانس (۱۹۲۲–۱۹۲۰) بود. یک دوره آموزش ستاد کل با عنوان پوششی «دوره اِر» را در برلین گذراند. سپس در ستادهای فرماندهی ۵ پیاده‌نظام در اشتوتگارت (۱۹۲۶–۱۹۲۵) و فرماندهی ۵ توپخانه (۱۹۲۷–۱۹۲۶) خدمت کرد. پائولوس در امور ستادی استعداد قابل توجهی از خود نشان می‌داد و دقت زیادی صرف جزئیات می‌کرد. روز ۱ اکتبر سال ۱۹۲۷ فرماندهی گروهان ۲ هنگ ۱۳ پیاده‌نظام وورتمبرگر در اولم را بر عهده گرفت؛ جایی که اروین رومل فرمانده گروهان مسلسل بود. البته این دو با داشتن روحیاتی متفاوت توجه چندانی به یکدیگر نداشتند. پائولوس پاییز سال ۱۹۳۰ در ستاد لشکر پنجم پیاده‌نظام در اشتوتگارت، به امور ستادی بازگشت و روز ۱ فوریه سال ۱۹۳۱ به درجه سرگرد ترفیع گرفت. پاییز این سال به عنوان افسر ستادی وارد دفتر آموزش نیروی زمینی در وزارت دفاع شد. سال ۱۹۳۴ فرمانده گردان ۳ ترابری موتوریزه در برلین و مدتی بعد رئیس ستاد نیروهای موتوریزه و زرهی تحت امر سپهبد اوسوالت لوتس، شد. سال ۱۹۳۸ به عنوان رئیس ستاد گروه زرهی گودریان منصوب گشت. هاینتس گودریان او را زیرک و نابغه، سخت کوش، با وجدان و با استعداد اما فاقد سرسختی، قدرت تصمیم‌گیری و تجربه فرماندهی توصیف کرده‌است. به هر روی پائولوس سعی داشت با خوش‌رفتاری نسبت خوبی با دیگران داشته باشد و برای خود دشمن‌تراشی نکند. در این میانه قادر به برقرار روابط با افراد سرشناسی چون سپهبد والتر فون رایشناو، رئیس دفتر نیروهای مسلح در وزارت دفاع، شد. در پی به قدرت رسیدن حزب ناسیونال سوسیالیست ترقی مدارج پرسرعتی داشت. سال ۱۹۳۳ به درجه سرهنگ دوم و سال ۱۹۳۵ به درجه سرهنگ ترفیع گرفت. مدتی رئیس ستاد [[سپاه ۱۶ (ورماخت]|سپاه ۱۶]] بود. روز ۱ ژانویه سال ۱۹۳۹ درجه سرتیپ دریافت کرد و به ریاست ستاد ارتش دهم در لایپزیش رسید. در این جایگاه رابطه خوبی با ارتشبد گرت فون روندشتت، فرمانده ارتش داشت. فون روندشتت غالباً وقت خود را در کنار یگان‌های میدانی سپری می‌کرد و پائولوس کارهای عادی ستادی را به شکل بسیار مناسبی انجام می‌داد. این دو ترکیب بسیار کاملی با یکدیگر ایجاد می‌کردند.

## جنگ جهانی دوم
ترفیع درجات:
- ۱۸ اوت ۱۹۱۱: ستوان دوم
- تابستان ۱۹۱۵: ستوان یکم
- ۲۰ سپتامبر ۱۹۱۸: سروان
- ۱ فوریه ۱۹۳۱: سرگرد
- ۱ ژوئن ۱۹۳۳: سرهنگ دوم
- ۱ ژوئن ۱۹۳۵: سرهنگ
- ۱ ژانویه ۱۹۳۹: سرتیپ
- اوت ۱۹۴۰: سرلشکر
- ۱ ژانویه ۱۹۴۲: سپهبد (ژنرال نیروهای زرهی)
- ۳۰ نوامبر ۱۹۴۲: ارتشبد
- ۳۰ ژانویه ۱۹۴۳: فیلدمارشال

پائولوس با آغاز جنگ جهانی دوم در سال ۱۹۳۹، همراه ارتش دهم در نبرد لهستان حضور یافت. این ارتش سپس به ارتش ششم تغییر عنوان داد و به جبهه غرب منتقل شد. پس از پیروزی در نبرد فرانسه، پائولوس در مراسم امضای تسلیم بلژیک توسط ئوپولد سوم در روز ۲۸ مه سال ۱۹۴۰، در کنار فون روندشتت حاضر بود. ارتش ششم بخشی از علمیات زی‌لووه، تهاجم به بریتانیا به حساب می‌آمد. پائولوس طرح‌ریزی‌های لازم بدین منظور را انجام داد اما در نهایت مشارکت این ارتش در این عملیات لغو شد.

### طرح عملیاتی بارباروسا
پائولوس روز ۳ سپتامبر سال ۱۹۴۰، به دستور ارتشبد فرانتس هالدر، رئیس ستاد کل نیروی زمینی آلمان، به عنوان معاون رئیس ستاد عملیات‌های فرماندهی عالی نیروی زمینی منصوب شد و وظیفه اختلاف‌زدایی از فرماندهی عالی ورماخت و فرماندهی عالی نیروی زمینی و توسعه بیشتر طرح عملیاتی بارباروسا، برای تهاجم به شوروی را بر عهده گرفت. کار بر روی طرح ابتدایی برای جایگیری نیروهای آلمانی در مناطق شرقی با عنوان «استقرار در شرق» را تا میانه ماه سپتامبر به اتمام رساند. طرح نهایی خود را نیز در عرض دو هفته تکمیل و تحت عنوان «بنیان‌های عملیات روسیه» در پایان ماه اکتبر ارائه کرد. با وجود این که در طرح خود به مشکلاتی که ممکن بود آلمان در تهاجم به شوروی با آن مواجه شود اشاره نموده بود، جو عمومی خوشبینی بین آلمانی‌ها او را از تأکید بر نگرانی‌های خود در این رابطه در مقابل رهبران ارشد، بازمی‌داشت. برای به انجام رساندن این مأموریت اغلب تا شب هنگام مشغول فعالیت بود و به‌استثنای اسناد طبقه‌بندی‌شده، اوراق مربوطه را با خود به خانه می‌برد. بدین ترتیب نمی‌توانست این مسئله را از دو پسر نظامی خود و همسرش مخفی نگاه دارد. همین مسئله موجب بروز بحث‌هایی درون خانواده در ارتباط با ماهیت کار او می‌شد. همسرش او را از لحاظ مسائل اخلاقی و مذهبی تهاجم به شوروی، مورد اعتراض قرار می‌داد. پائولوس با درک این اعتراضات، خود را سربازی معرفی می‌کرد که در حال انجام فرمان است و در هر صورت مسئولیتی در قبال سیاست ندارد و از طرفی نظر او در این رابطه پرسیده نشده‌است. وقتی همسرش از او دربارهٔ اتفاقی که برای سربازان، به‌خصوص پسرانشان، خواهد افتاد پرسش کرد، پائولوس پاسخ داد امید و احتمال یک پیروزی قاطع در سال ۱۹۴۱ وجود دارد که حتی ممکن است تنها ۴ تا ۶ هفته به طول بینجامد.

### شمال آفریقا و آغاز بارباروسا
پائولوس ماه آوریل سال ۱۹۴۱ به شمال آفریقا به نزد سپهبد رومل فرستاده شد و بیش از دو هفته را آن‌جا گذراند. ناظر تهاجم ناموفق اولیه نیروی‌های محور به طبرق بود. در ارتباط با عملیات‌های آینده به رومل مشورت رساند. پس از بازگشت توصیه به اعزام نیروی کمکی به شمال آفریقا کرد.
در پی آغاز عملیات بارباروسا از روز ۲۲ ژوئن سال ۱۹۴۱، با توجه به تمرکز آلمان بر جبهه شرقی، بار کاری پائولوس کاهش یافت. به شکل ویژه‌ای پیشروی ارتش ششم، یگان سابق خود، را در اوکراین دنبال و با فرماندهی آن مکرراً مکاتبه می‌کرد. ماه اوت به نمایندگی فرماندهی عالی نیروی زمینی برای بازدید از قرارگاه‌ها خود به خط مقدم فرستاده شد.

### فرماندهی ارتش ششم

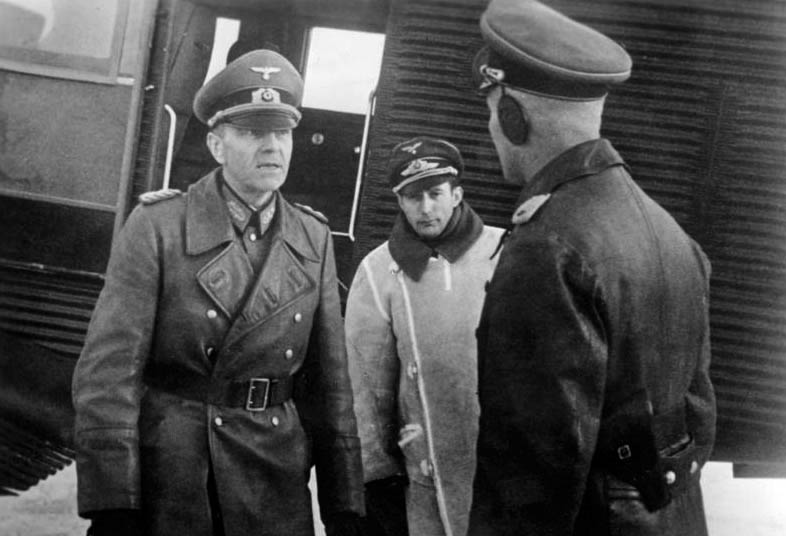
فیلدمارشال پائولوس، ژانویه ۱۹۴۲

پس از آن که فیلدمارشال فون روندشتت از مقام فرماندهی گروه ارتش جنوب کناره‌گیری کرد، فیلدمارشال والتر فون رایشناو، فرمانده ارتش ششم، ماه دسامبر سال ۱۹۴۱، با حفظ سِمَت پیشین، توسط هیتلر جانشین او شد. در دیدار روز ۳ دسامبر هیتلر از قرارگاه گروه ارتش جنوب در پولتاوا، فون رایشناو با اذعان به این که قادر به اداره هم‌زمان هر دو جایگاه نیست، توصیه کرد فرماندهی ارتش ششم به پائولوس، رئیس پیشین ستاد او سپرده شود. بدین ترتیب با موافقت هیتلر، پائولوس روز نخست سال ۱۹۴۲ به درجه سپهبدی ترفیع گرفت و پنج روز بعد به فرماندهی ارتش ششم منصوب شد. بدین ترتیب کسی که پیش از آن حتی در دوره صلح یگانی بزرگ‌تر از یک گردان را فرماندهی نکرده بود، در میانه جنگ به فرماندهی یک ارتش میدانی بیش از ۲۵۰٬۰۰۰ نفری می‌رسید. فون رایشناو که می‌توانست در ابتدا راهنما و مشاور او باشد، دقیقاً یک هفته بعد در اثر حمله قلبی درگذشت.
در جریان حمله پیش‌دستانه ارتش سرخ که منجر به وقوع نبرد دوم خارکوف در ماه مه سال ۱۹۴۲ شد، فرماندهی عالی گروه ارتش جنوب را از هر گونه عقب‌نشینی منع کرد. پائولوس در این نبرد که در ابتدا برای آلمانی‌ها صورت دفاعی داشت، آغاز متزلزلی از خود نشان داد. فیلدمارشال فدر فون بک، فرمانده جدید گروه ارتش جنوب معتقد بود پائولوس عملکر چندان خوبی در این موقعیت نداشت. از این رو به توصیه بُک سرتیپ آرتور اشمیت به عنوان افسری سرسخت در جایگاه رئیس ستاد ارتش ششم در کنار پائولوس قرار گرفت. به هر صورت در سرانجام شکست سختی به دشمن در خارکوف وارد آمد و پائولوس نشان عالی صلیب شوالیه صلیب آهنین را دریافت کرد.
پائولوس تا جایی که ممکن بود تلاش می‌کرد با اسرا و غیرنظامیان رفتار انسانی شود. پائولوس برخلاف فون رایشناو که تعامل تامی با یگان‌های آینزاتس‌گروپن اس‌اس داشت، همین که در جایگاه خود قرار گرفت همکاری با این نیروها را قطع کرد و به کشتار یهودیان در ناحیه عملیاتی خود پایان داد. او همچنین اجرای فرمان کمیسار در از بین بردن عناصر حرب کمونیست شوروی در محل دستگیری، را متوقف نمود.

### مورد آبی
در قالب تهاجم تابستانه آلمان در سال ۱۹۴۲ موسوم به «مورد آبی» از روز ۲۸ ژوئن، ارتش ششم به عنوان سرنیزه گروه ارتش ب به سمت روز ولگا در مجاورت استالینگراد در فاصله ۵۶۰ کیلومتری از خط آغاز یورش برد. پائولوس در این زمان بزرگ‌ترین ارتش میدانی آلمان در جبهه شرقی را با پنج سپاه از جمله یک سپاه زرهی، مجموعا با ۱۴ لشکر فرماندهی می‌کرد. در اثر مشکلات تدارکاتی و به‌خصوص کمبود سوخت، حرکت به کندی پیش می‌رفت و گاهی کاملاً متوقف می‌شد. برخلاف سال گذشته، نیروهای شوروی به جای ایستادگی در محل، عموما از مقابل آلمانی‌ها عقب‌نشینی می‌کردند. با این وجود نیروهای پائولوس تا روز ۲۸ ژوئیه در مسیر خود بیش از ۱٬۰۰۰ تانک شوروی را منهدم کردند و حدود ۵۵٬۰۰۰ نفر را به اسارت گرفتند. پس از تکمیل ذخایر تدارکاتی، پائولوس روز ۲۳ اوت به سپاه ۱۴ زرهی دستور داد در جهت رود ولگا در شمال استالینگراد حمله کند. این حمله با موفقیت اجرا شد و نیروی مورد نظر روز بعد در فاصله ۵۰ کیلومتری به رود رسید. در این حال ضدحمله ارتش سرخ این سپاه را به محاصره انداخت. برقراری ارتباط توسط پائولوس با نیروی در محاصره تا روز ۲ سپتامبر به طول انجامید. این درگیری‌ها موجب تلف شدن ۳۸٬۰۰۰ تن از نیروهای ارتش ششم معادل بیش از ده درصد از توان اولیه آن شد.

##### استالینگراد
ارتشبد ماکسیمیلیان فون وایخس، فرمانده گروه ارتش ب، از پائولوس خواست همان روز ۲ سپتامبر، پیش از آن که دشمن فرصت سازمان دادن به دفاع درون استالینگراد را داشته باشد، حمله به این شهر را آغاز کند. با این وجود پائولوس با نگرانی از تکرار تلقات سنگین، این کار را پنج روز به تعویق انداخت. شوروی در این نیروهای کمکی زیادی وارد شهر کرد. پائولوس در نهایت از روز ۷ سپتامبر سال ۱۹۴۲ حمله به استالینگراد را با جلوداری سپاه ۵۱ آغاز کرد. ارتش سرخ مقاومت شدیدی بر سر هر ساختمان نشان داد و مکرراً دست به ضدحملات موضعی می‌زد. به هر صورت تپه مامایف در مرکز شهر روز ۱۳ سپتامبر به تصرف آلمانی‌ها درآمد. از این زمان مقاومت شوروی شدت مضاعفی گرفت؛ به وجهی که نیروهای پائولوس ۵۰۰ متر باقی مانده تا رود ولگا را در عرض یک هفته طی کردند.
تاکتیک پائولوس در استالینگراد به حملات رو در روی صرف محدود بود؛ البته در موقعیت نبرد شهری فضایی برای تحرک وجود نداشت و همه مزیت جغرافیا و مواضع به مدافع می‌رسید. ارتشبد لوفت‌وافه ولفرام فون روشتوفن، فرمانده ناوگان چهارم هوایی در منطقه، از ستاد کل نیروی زمینی خواست پائولوس را با فرمانده بهتری جایگزین کند. با این وجود پائولوس به عنوان فردی فرمان‌بردار همچنان مورد اعتماد فرماندهی عالی بود. پائولوس تا پایان ماه اکتبر بر ۹۰ درصد از محدوده شهری استالینگراد مسلط شد. این شهر به محل تمرکز هر دو طرف بدل گشته بود. شوروی نیروی کافی برای درگیر نگاه داشتن او به شهر تزریق می‌کرد. پائولوس در این درگیری‌ها ۲۰٬۰۰۰ نفر از نیروهای خود را هر هفته از دست می‌داد. در این حال از اوایل ماه نوامبر زمستان فرا رسید.

عملیات اورانوس و به محاصره درآمدن نیروهای پائولوس: قرمز: خط مقدم آلمانی‌ها قبل از عملیات، سبز و نارنجی، خط مقدم آلمانی‌ها بعد از عملیات

درحالی‌که پائولوس به شکل پرخسارتی درون شهر درگیر بود، گروه ارتش ب نیروی آلمانی کافی برای جناحین آن در اختیار نداشت. بدین سبب ناچار از ارتش‌های هشتم ایتالیا و سوم رومانی در جناح شمالی غربی و ارتش‌های چهارم زرهی ورماخت و چهارم رومانی در جناح جنوبی استفاده شد. همان ارتش چهارم زرهی هم تا روز ۱۹ نوامبر تنها از سه لشکر ضعیف آلمانی متشکل می‌شد. سپهبد والتر فون زایدلیتس-کورتسباخ، فرمانده سپاه ۵۱ از پائولوس خواست دو لشکر زرهی دوازدهم و بیست‌وچهارم را از درگیری‌های خیابانی بیرون بکشد و با تقویتشان، از آن‌ها به عنوان نیروی ذخیره احتیاطی جهت مقابله با هر گونه رخنه احتمالی دشمن استفاده کند. به هر صورت پائولوس با این نظر مخالف کرد. با این حال خود نیز پائولوس به تجمع نیروهای دشمن در جناحین ارتش ششم مشکوک شده بود.
ارتش سرخ با اجرای عملیات اورانوس از روز ۱۹ نوامبر سال ۱۹۴۲، ارتش سوم رومانی در جناح شمالی پائولوس را به سرعت در هم کوبید. سپاه ۴۸ زرهی پشت سر آن با تنها ۲۰ تانک آلمانی نتوانست جلوی دشمن را بگیرد. حمله مشابهی روز بعد علیه ارتش چهارم رومانی و ارتش مستهلک چهارم زرهی در جناح شمالی صورت گرفت. تا روز ۲۱ نوامبر دو انبر ارتش سرخ با حرکت در عمق پشت سر آن در حال تشکیل یک محاصره دو طرفه بزرگ علیه ارتش ششم پائولوس بود. ظهر همان روز یک ستون زرهی شوروی به فاصله اندکی از قرارگاه پائولوس در گولوبینسکی رسید. پائولوس به همراه ستادش با دور شدن از بدنه اصلی ارتش ششم رو جنوب به گریخت. او چند ساعت بعد با هواپیما از فراز خطوط دشمن به فرودگاه گومراک در ناحیه بازگشت تا شرایط متزلزل را در دست بگیرد. در این مدت پائولوس با فهم دیرهنگام شرایط، هیچ اقدامی برای بیرون کشیدن نیروهای خود از این تله و یا دست کم برای مقابله و متوقف کردن انبرهای دشمن صورت نداد. مدتی بعد دور سرنیزه ارتش سرخ در کالاچ به یکدیگر متصل و محاصره ارتش ششم در ناحیه‌ای به مساحت تقریبی ۱٬۲۰۰ کیلومتر مربع تکمیل شد. بیشتر یگان‌های تدارکاتی پشت سر به دست دشمن افتاد یا به دست خود آلمانی‌ها از بین رفت. پائولوس از پیش گرفتار کمبودهای تدارکاتی بود. او روز ۲۱ نوامبر به گروه ارتش ب پیشنهاد کرد ارتش ششم خود محاصره بشکند و به سمت قسمت سفلی رود دن در جنوب غربی عقب بنشیند. با این حال همان روز فرمان آدولف هیتلر، پیشوای آلمان به دست پائولوس رسید که از او می‌خواست در همان موضع پایداری کند و هیچ اقدامی از جانب ارتش ششم برای خروج از محاصره صورت نگیرد. با وجود این که اغلب فرماندهان ارشد از جمله ارتشبد هرمان هوت، فرمانده ارتش چهارم زرهی، خواهان اقدام بلافاصله برای خروج بودند، پائولوس در تابعیت تام سر به این فرمان نهاد.
پائولوس روز ۲۲ نوامبر قرارگاه خود را به یک پناهگاه بتنی در بخش شمالی منطقه تحت محاصره منتقل کرد. پائولوس پیامی برای هیتلر فرستاد و خواهان دریافت مجوز عقب‌نشینی شد. او پیش از این نیرویی متشکل از یگان‌های زرهی، توپخانه و پیاده‌نظامی موتوریزه گرد آورده بود تا در این صورت راه را برای دیگران باز کنند. به هر صورت او قصد نداشت بدون مجوز دست به چنین کاری بزند. فرماندهان سپاه‌های ارتش ششم روز ۲۷ نوامبر در قرارگاه پائولوس گرد آمدند و به اتفاق، حتی پایبندترین آن‌ها به ناسیونال سوسیالیسم، از او خواستند فرمان هیتلر را نادیده بگیرد و خود فرمان به خروج دهد. سپهبد زایدلیتس به او گفت در این کار «دل شیر» داشته باشد تا نیروهایش را نجات دهد. سپهبد اروین یِنِکه، فرمانده سپاه ۴ و دوست شخصی پائولوس، سعی کرد با گفتن این جمله که «اگر رایشناو بود بی‌تردید چنین می‌کرد» او را تحت تأثیر بگذارد که پاسخ گرفت: «من رایشناو نیستم.» و «از فرمان اطاعت خواهم کرد.» این فشار بر گرده پائولوس موجب عود کردن اسهال خونی که در جنگ جهانی اول به آن مبتلا شده بود، در او شد و اختلالاتی همچون تیک عصبی برایش به بار آورد. هیتلر بابت تقدیر از این وفاداری روز ۳۰ نوامبر او را به درجه ارتشبد ترفیع داد.
درحالی‌که سپهبد کورت سایتسلر، رئیس ستاد کل نیروی زمینی آلمان به دنبال راضی کردن هیتلر به صدور فرمان عقب‌نشینی به پائولوس بود، رایشس‌مارشال هرمان گورینگ، فرمانده کل لوفت‌وافه به هیتلر اطمینان داد نیروی هوایی تدارکات کافی را به پائولوس خواهد رساند. ارتش سرخ پس از تکمیل محاصره تقریبا هیچ فشاری بر منطقه تحت محاصره نمی‌آورد بلکه در تلاش بود با حمله به سمت رود دُن شکاف بین پائولوس و هر گونه نیروی نجات بیرونی را افزایش دهد. به هر صورت، فیلدمارشال اریش فون مانشتاین، فرمانده گروه ارتش دن، اواخر ماه نوامبر سال ۱۹۴۲ عملیاتی آغاز کرد که محاصره ارتش ششم را از بیرون بکشند. نیروهای او تا ۶۰ کیلومتری خط درونی محاصره پیش رفتند و روز ۲۰ دسامبر سرپلی بر رود میشکوفا ایجاد کردند. مانشتاین که دیگر نمی‌توانست جلوتر برود سرگرد گئورگ آیزمان، افسر ارشد اطلاعات خود را با هواپیما به نزد پائولوس درون محاصره فرستاد تا او را راضی به خروج کند. به هر حال تا این زمان با عدم وفوق تدارکات‌رسانی هوایی، شرایط در استالینگراد برای نیروهای پائولوس بهرانی شده بود. جیره آن‌ها ته کشیده بود و همه اسب‌ها را هم خورده بودند. به علل مختلف از جمله سرمازدگی، از توان اولیه ۲۷۰٬۰۰۰ نفر تنها ۴۰٬۰۰۰ نفر نیروی مؤثر باقی مانده بود. سوخت زیادی برای پائولوس نمانده بود. تقریباً تمامی ساختمان‌های چوبی از پیش به عنوان سوخت گرمایش سوزانده شده بودند. بدین ترتیب پائولوس اقدام به خروج پیش از دریافت تدارکات کافی را رد کرد. او اعلام کرد با سوختی که دارد تنها خواهد توانست کمتر از ۳۰ کیلومتر پیش برود؛ پس پیش از آن مانشاین می‌بایست ۴۰ کیلومتر دیگر پیش بیاید. در این وضعیت با فشار شوروی بر دیگر بخش‌های گروه ارتش دن، مانشتاین که نیروی ذخیره نداشت، وادار شد بیشتر نیروهای زرهی اختصاص‌یافته به عملیات نجات را راهی آن قسمت‌ها کند. همین نیروی باقی مانده نیز زیر فشار دشمن از روز ۲۷ دسامبر شروع به عقب‌نشینی کرد.
روز ۸ ژانویه سال ۱۹۴۳ ضرب‌الاجلی از جانب شوروی صادر شد که به پائولوس اخطار می‌داد اگر تا فردا تسلیم نشود تمامی نیروهای در محاصره منهدم خواهند شد. پائولوس هیچ پاسخی به آن نداد. تهاجم نهایی شوروی از روز ۱۰ ژانویه آغاز شد اما همچنان با مقاومت شدید و البته از سر ناچاری آلمانی‌ها مواجه گشت. هیتلر روز ۱۵ ژانویه برگ‌های بلوط صلیب شوالیه را به پائولوس اعطا کرد. به هر حال قدرت هفت ارتش میدانی شوروی به مرور بر توان تحلیل‌رفته ارتش ششم پائولوس فائق آمد. روز ۲۲ ژانویه آخرین فرودگاه در دست آلمانی‌ها سقوط کرد تا آخرین راه تدارکات‌رسانی به پائولوس قطع شود. روز بعد دیواره غربی شکسته و منطقه تحت محاصره به دو نیم شد. به خواست هیتلر، پائولوس هنوز از تسلیم شدن خودداری می‌کرد. او دستور داد جیزه ناچیز باقی مانده تنها به سربازانی که قادر به رزم هستند اختصاص یابد. وضعیت وخیم جسمانی پائولوس روز ۲۵ ژانویه با زخمی که در اثر انفجار یک بمب در نزدیکی او به سرش وارد گشت، بدتر شد. ارتش سرخ بخش جنوبی محاصره را هم روز ۲۸ ژانویه نصف کرد. پائولوس در خرابه‌ای از یک فروشگاه بزرگ در میدان سرخ در جنوبی‌ترین قسمت بود. پائولوس روز ۳۰ ژانویه در پیامی به هیتلر ضمن تبریک دهمین سالگرد به قدرت رسیدن او، ابراز امیدواری کرد پایداری ارتش ششم الگویی برای نسل‌های آینده آلمان باشد. همان روز، چند صد متر آن سو تر، قرارگاه سپاه ۱۴ زرهی خود را تسلیم دشمن کرد. هفت ژنرال دیگر نیز در قسمت مرکزی به اسارت گرفته شدند. هیتلر شب همان ۳۰ ژانویه پائولوس را به درجه فیلدمارشال ترفیع داد و ضمناً به او خاطر نشان کرد هیچ فیلدمارشال آلمانی تا کنون خود را تسلیم دشمن نکرده‌است؛ پیامی که به وضوح از پائولوس می‌خواست دست به خودکشی بزند.

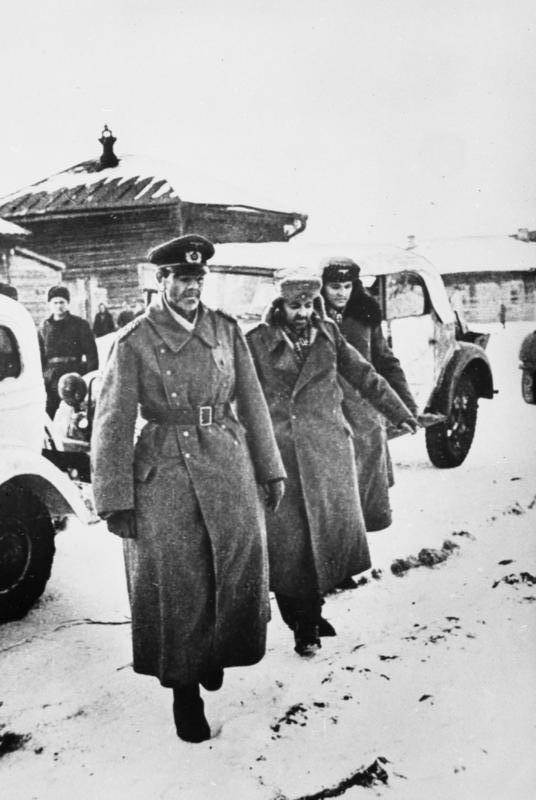
پائولوس به همراه سرلشکر آرتور اشمیت، رئیس ستاد و سرهنگ ویلهلم آدام، آجودانش پس از تسلیم در استالینگراد

ساعت ۶:۱۵ صبح روز ۳۱ ژانویه سال ۱۹۴۳ قرارگاه ارتش ششم در یک پیام رادیویی به فرماندهی عالی نیروی زمینی گزارش کرد سربازان دشمن پشت در هستند. البته به این موضوع اشاره نشد که مذاکره برای تسلیم از پیش در حال انجام است. آخرین پیام ساعت ۷:۱۵ صبح ارسال شد و مدت کوتاهی بعد پائولوس خود را تسلیم دشمن کرد. در این حال سپهبد کارل اشترکر، فرمانده سپاه ۱۱ در بخش شمالی، همچنان در حال مقاومت بود. به هر صورت نیروهای این آخرین جزیره مقاومت نیز ۲ فوریه تسلیم شدند.
از مجموع ۲۷۴٬۰۰۰ نفر، از جمله ۲۴۰٬۰۰۰ آلمانی، که روز ۲۲ نوامبر سال ۱۹۴۲ در ناحیه استالینگراد به محاصره افتادند تقریباً ۲۵٬۰۰۰ نفر عموماً زخمی یا بیمار با هواپیما از آن خارج و حدود ۹۱٬۰۰۰ نفر تسلیم شدند. مابقی این مقدار در این مدت در خرابه‌های شهر جان باختند. حدود ۱۶٬۸۰۰ نفر نیز از پیش اسیر شده بودند. بیست و چهار ژنرال میان اسرا بود. همان تعدادی که اسیر شدند غالباً در پیاده‌روی در شرایط سخت زمستانی در مسافت طولانی تا اردوگاه‌ها و در وضعیت بد این اردوگاه‌ها تلف شدند و تنها حدود ۶٬۰۰۰ تن از آن‌ها تا سال ۱۹۵۵ به آلمان بازگشتند.
ظاهراً پائولوس به خاطر اعتقادات مذهبی دست به خودکشی نزده‌است.

## دوران اسارت
به لحاظ درجهٔ نظامی بالا، از پائولوس در اردوگاه‌های کار اجباری استفاده نشد اما شوروی سعی داشت از او بهره‌برداری سیاسی بکند. برخلاف اسرای دیگر، پائولوس در خانه‌ای ویلایی به همراه دو اسیر بلندپایه آلمانی دیگر زندگی می‌کرد. او در گونه‌ای از حبس خانگی بسیار محدود در مسکو به سر می‌برد. در ابتدا از همکاری با شوروی سرباز زد و معتقد بود افسران اسیر نباید وارد سیاست شوند. اطلاع از کودتای ۲۰ ژوئیه ۱۹۴۴ و حوادث پس از آن نظر او را تغییر داد. پائولوس آشنایی نزدیکی با چند تن از عوامل این کودتا داشت. به یکی از منتقدان رژیم حاکم بر آلمان تبدیل شد و به کمیته ملی آلمان آزاد که با حمایت شوروی ایجاد شده بود، پیوست و آلمانی‌ها را به تسلیم فراخواند. پائولوس نخستین مخابره رادویی ضد حکومت آلمان را در روز ۸ اوت سال ۱۹۴۴ انجام داد و از نظامیان آلمانی خواست به مخالفت با هیتلر برخیزند. گشتاپو همان روز اعضای خانواده او را دستگیر کرد.

## پس از جنگ
پائولوس به عنوان شاهد در دادگاه نونبرگ در سال ۱۹۴۶ حاضر شد. با این حال او را ماه نوامبر سال ۱۹۵۳ از اسارت آزاد کردند. با روی آوردن به کمونیسم به آلمان شرقی رفت و در درسدن ساکن شد. پائولوس به عنوان محقق تاریخ نظامی در دانشسرای پلیس ملی آلمان شرقی و بازرس آن مشغول به کار شد.

## زندگی خصوصی

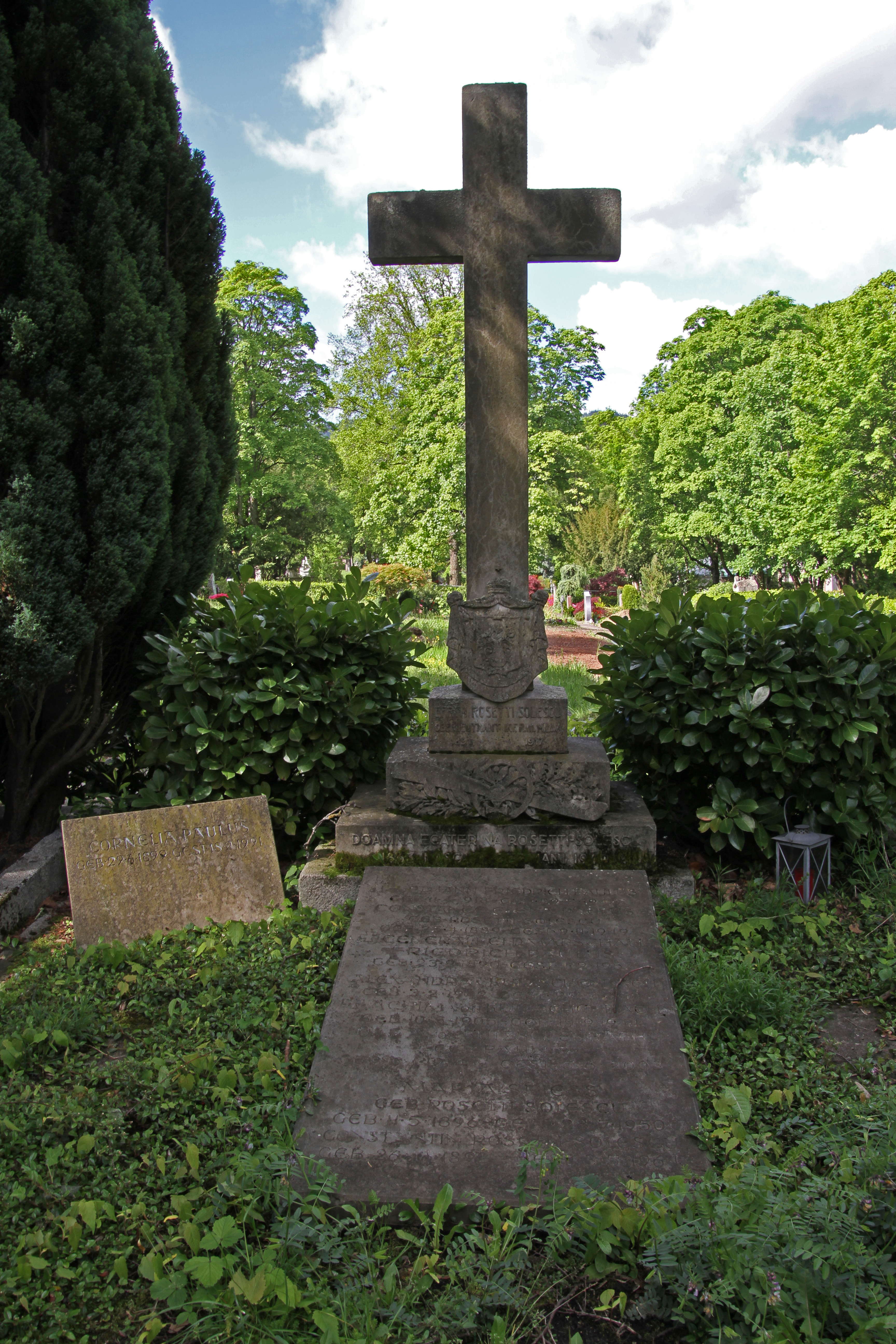
آرامگاه پائولوس در بادن

پائولوس هنگام خدمت در هنگ ۱۱۱ پیاده‌نظام با النا روزتی-سولسکو، نجیب‌زاده رومانیایی، از طریق برادارانش که در هنگ با او همکار بودند، آشنا شد و روز ۴ ژوئیه سال ۱۹۱۲ ازدواج کرد. النا یک سال از او بزرگ‌تر بود. حاصل این ازدواج سه فرزند بود. فرزند نخست آن‌ها یک دختر سال ۱۹۱۴ متولد شد. دو پسر دوقلو، فریدرش و ارنست، سال ۱۹۱۸ به دنیا آمدند و هر دو بعدها افسران نیروی زمینی ورماخت شدند. ارنست در نیروی زرهی ماه ماه سال ۱۹۴۲ در جریان نبرد دوم خارکوف زخمی شد و به آلمان بازگشت. فریدریش ماه فوریه سال ۱۹۴۴ در آنتسیو جبهه ایتالیا کشته شد. همسرش بدون این‌که پس از آخرین ملاقاتشان در سال ۱۹۴۲ دوباره او را ببیند در سال ۱۹۴۹ درگذشت. ارنست گاهی امکان می‌یافت با پدر ملاقات کند. به هر طریق سال‌های پایانی زندگی پائولوس در تنهایی سپری شد. البته ارنست همواره به شکل علنی عقاید کمونیستی پدرش را رد می‌کرد. فیلدمارشال سابق فریدریش پائولوس احتمالاً در اثر ابتلا به سرطان، در نهایت روز ۱ فوریه سال ۱۹۵۷، یک روز پیش از چهاردهمین سالگرد تسلیم در استالینگراد، در درسدن درگذشت و در بادن در کنار آرامگان همسرش به خاک سپرده شد. ارنست پسرش سال ۱۹۷۰ خودکشی کرد.